# Ioexolo
Lo ioexolo è un composto che si caratterizza per la sua radio-opacità e pertanto viene impiegato in diagnostica come agente di contrasto. Lo ioexolo è un mezzo di contrasto non ionico, monomero, a bassa osmolalità.

La sostanza è in grado di attivare il sistema del complemento causando liberazione di istamina dalle mast-cellule e dai basofili. Non sono note le ripercussioni cliniche che derivano da queste proprietà dello iexolo.

## Usi in diagnostica
Lo iexolo trova impiego in molte procedure diagnostiche quali angiografia, flebografia, urografia, splenoportografia, isterosalpingografia, artrografia, mielografia e visualizzazione del tratto gastrointestinale e delle cavità corporee.

## Farmacocinetica
Lo ioexolo è scarsamente assorbito dal tratto gastrointestinale. Un limitato assorbimento si può verificare attraverso alcune membrane quali il peritoneo e pleura. Per tale motivo una eventuale perdita dal tratto gastrointestinale, in ipotesi attraverso una perforazione, può produrre opacizzazione delle vie escretorie renali.

Solo una piccolissima percentuale del mezzo di contrasto viene assorbita dopo l'iniezione intravescicale.

Il volume di distribuzione è di 0,27 l/kg e l'emivita plasmatica risulta di 121 minuti. Il legame con le proteine plasmatiche è inferiore al 5%.

Lo ioexolo non è metabolizzato e viene eliminato passivamente dall'organismo per filtrazione glomerulare. Il farmaco non subisce escrezione attiva né viene riassorbito dai tubuli renali.

Oltre l'80% di una dose che venga somministrata per via endovenosa viene eliminata nelle urine entro 3 ore. Con la bile viene escreto circa l'1% di una dose.

In seguito ad iniezione intratecale circa l'84% di ioexolo può essere recuperato nelle urine entro 24 ore e il 96% entro una settimana.

## Tossicità
Dopo la somministrazione per via endovenosa i valori della DL50, espressi in g iodio/kg, sono di 15 e 12,3 nel ratto maschio e femmina; 24,3 e 25,1 nel topo maschio e femmina.

## Dosi in diagnostica
Le soluzioni in commercio contengono dal 30,2% al 75,5% di ioexolo (il che equivale ad un contenuto in iodio da 140 a 350 mg/ml). Il dosaggio e la concentrazione cui si ricorre in radiologia variano a seconda della procedura diagnostica e della via di somministrazione (che può essere endovenosa, endoarteriosa, endocavitaria, intratecale).

Nella mielografia in genere si somministrano 6-12,5 ml di una soluzione al 51,8% (equivalente in iodio: 240 mg/ml) per iniezione intratecale lenta (1-2 minuti), ma è anche possibile ricorrere a soluzioni al 38,8% (equivalente in iodio: 180 mg/ml) e soluzioni al 64,7% (equivalente in iodio: 300 mg/ml).

## Effetti collaterali
Nei pazienti che presentano ipersensibilità al mezzo di contrasto si possono manifestare broncospasmo, edema angioneurotico e collasso cardiovascolare.

Come altri mezzi di contrasto iodati lo ioexolo può provocare aritmie, anche se in misura minore rispetto ad altre sostanze. In particolare è possibile che determini una riduzione della soglia per la fibrillazione ventricolare.

Nei pazienti affetti da feocromocitoma si possono verificare crisi ipertensive acute.  Nei pazienti affetti da mieloma multiplo o macroglobulinemia di Waldenström può verificarsi una precipitazione del mezzo di contrasto e di proteine abnormi sia all'interno dei vasi (spesso ad esito fatale) che a livello renale (con possibile evoluzione in una grave forma di nefropatia ostruttiva).

In pazienti anziani, diabetici e disidratati sono stati descritti episodi acuti, ed in taluni casi irreversibili, di insufficienza renale acuta.

Più raramente si possono manifestare rinite, orticaria, prurito, eritema o rash maculopapulare.

Dopo la mielografia, gli effetti collaterali più frequenti sono rappresentati dalla cefalea, nausea, vomito, vertigini.

L'incidenza della cefalea, che tende ad essere aggravata dalla disidratazione del paziente e ridotta dalla sovraidratazione, dopo l'esecuzione della mielografia, è più bassa con lo ioexolo piuttosto che con altri agenti non ionici della prima generazione. Pertanto se non ci sono controindicazioni cliniche si raccomanda di idratare bene il paziente sia prima che dopo la procedura diagnostica. Sono stati segnalati casi prolungati di paraplegia. 

Dopo la somministrazione endovasale di ioexolo l'ematocrito, l'emoglobina, AST, ALT, ALP e LDH subiscono una lieve diminuzione.

## Controindicazioni e precauzioni d'uso
Lo ioexolo è controindicato in caso di ipersensibilità nota alla sostanza o ai mezzi di contrasto a base di iodio, asma, insufficienza cardiaca, funzione renale compromessa, mieloma e macroglobulinemia di Waldenström, infarto cerebrale sospetto, anemia falciforme, feocromocitoma, gravidanza, anamnesi di episodi epilettici.

## Interazioni
I soggetti in trattamento con neurolettici e antidepressivi devono sospendere questi farmaci almeno 48 ore prima della somministrazione di ioexolo.

Il ricorso a mezzi di contrasto contenenti iodio può interferire con i test di funzionalità della tiroide.